# Antygen grasiczozależny
Antygeny grasiczozależne (antygeny T-zależne, antygeny Tdep) – antygeny, które mogą wzbudzić limfocyty B do wydzielania przeciwciał dopiero po uprzednim pobudzeniu limfocytów Th (niekiedy można je zastąpić odpowiednimi cytokinami). Antygen taki jest najpierw przechwytywany przez komórkę prezentującą antygen, która w kontekście cząsteczek MHC klasy II dokonuje pobudzenia limfocytów Th. One z kolei mają zdolność aktywacji limfocytów B zdolnych do wiązania tego antygenu. Do antygenów grasiczozależnych należą praktycznie wszystkie białka.